# Вайсс, Пол
По́л (Па́уль) Ва́йсс (нем. Paul Weiß, англ. Paul Weiss, 9 апреля 1911, Заган, Германская Империя — 19 января 1991, Детройт, США) — немецкий и британский математик и физик-теоретик, один из пионеров методики канонического квантования в теории поля.

## Биография
Пол Вайсс родился в городе Заган в немецкой части Силезии в богатой еврейской семье, связанной с промышленными кругами. В 1929—1933 годах получил образование в Гёттингенском университете, где стал учеником Макса Борна, а также в Париже и Цюрихе, с перерывом на учебный 1930/31 год, когда работал школьным преподавателем. После прихода нацистов к власти Борн покинул Германию и пригласил Вайсса к себе в Кембриджский университет, куда тот прибыл осенью 1933 года (его мать и сестра к этому времени уже переехали в Англию). После отъезда Борна в Эдинбург молодой учёный работал под руководством Поля Дирака и в 1936 году защитил докторскую диссертацию на тему «Понятие сопряжённых переменных в вариационном исчислении для вычисления кратных интегралов и его применение к физике квантования полей» (англ. The Notion of Conjugate Variables in the Calculus of Variations for Multiple Integrals and its Application to the Quantisation of Field Physics).
После защиты диссертации Вайсс ещё два года оставался в Кембридже, в том числе в учебном 1937/38 году читал курс квантовой электродинамики. Затем были два семестра, проведённые в Университете Квинс в Белфасте, где он читал лекции по математической механике. После начала Второй мировой войны, уже 5 сентября 1939 года, Вайсс выразил желание работать на национальную оборону. Однако он в то время ещё не имел британского гражданства, поэтому 12 мая 1940 года, во время визита в Кембридж, был интернирован и в июле отправлен в специальный лагерь в Квебеке. Здесь он наряду с многими коллегами (Макс Перуц, Герман Бонди, Вальтер Гайтлер, Клаус Фукс) читал лекции в импровизированном университете, организованном интернированными учёными. Тем временем сестра Вайсса Хелена при помощи Общества по защите науки и образования предприняла ряд шагов, чтобы вернуть брата домой; в его поддержку выступили Борн, Дирак, Пауль Эвальд, Ральф Фаулер и другие коллеги. Наконец, в декабре 1940 года было принято решение освободить Вайсса, и в январе 1941 года он покинул лагерь.
В феврале 1941 года Вайсс занял должность преподавателя прикладной математики в Уэстфилд-колледже (входит в Лондонский университет) и занимал её до 1950 года. В августе 1946 года учёный подал прошение о получении гражданства и в июне следующего года стал британским подданным. В 1950—51 годах он некоторое время работал в Институте перспективных исследований в Принстоне, а вскоре окончательно переехал в США и до 1957 года работал прикладным математиком в компании General Electric. Одним из направлений его работы в это время было использование методов исследования операций для решения деловых проблем. В 1958—1960 годах Вайсс был сотрудником авиационной корпорации Avco, пока не присоединился к математическому факультету Университета Уэйна в Детройте, где продолжал трудиться до своей смерти в 1991 году.

## Семья
Во время работы в Лондоне Вайсс женился на Марлизе Оппа (Marliese Oppa), у них было двое детей; они также усыновили родственника супруги, выжившего в Бельзенском концлагере. Дочь Вайсса Рут (Ruth Weiss) работала программистом в Лабораториях Белла. Его сестра Хелена (Helene Weiss) была специалистом по древней философии и творчеству Мартина Хайдеггера, у которого училась в своё время. Другая сестра, Гертруда (Gertrud Weiss), была замужем за известным психологом Куртом Левином.

## Научная деятельность
В диссертации и нескольких последующих публикациях Вайсс разработал схему канонического квантования в теории поля, в частности получил обобщённые коммутационные соотношения для полевых переменных. Его интересы касались прежде всего построения общего математического формализма для квантования полевых теорий. Метод Вайсса (так называемый parameter formalism), основанный на анализе параметров, обозначающих произвольные гиперповерхности, был использован Дираком в конце 1940-х годов для создания теории канонического квантования гамильтоновых систем со связями, а позже — для разработки канонического квантования гравитации (прежде всего в работах Питера Бергмана и Брайса Девитта).
Во время работы в Белфасте Вайсс написал большую статью, в которой дал кватернионную запись уравнений специальной теории относительности и уравнений движения заряженной частицы, испускающей электромагнитное излучение.

## Основные публикации
- Weiss P. On the quantization of a theory arising from a variational principle for multiple integrals with application to Born's electrodynamics // Proceedings of the Royal Society A. — 1936. — Vol. 156. — P. 192—220. — doi:10.1098/rspa.1936.0143.
- Weiss P. On the Hamilton-Jacobi theory and quantization of a dynamical continuum // Proceedings of the Royal Society A. — 1938. — Vol. 169. — P. 102—119. — doi:10.1098/rspa.1938.0197.
- Weiss P. On the Hamilton-Jacobi theory and quantization of generalized electrodynamics // Proceedings of the Royal Society A. — 1938. — Vol. 169. — P. 119—133. — doi:10.1098/rspa.1938.0198.
- Weiss P. On some applications of quaternions to restricted relativity and classical radiation theory // Proceedings of the Royal Irish Academy A. — 1941. — Vol. 46. — P. 129—168. — JSTOR 20490754.